# Lonigo
Lonigo é uma comuna italiana da região do Vêneto, província de Vicenza, com cerca de 14.006 habitantes. Estende-se por uma área de 49 km², tendo uma densidade populacional de 286 hab/km². Faz fronteira com Alonte, Arcole (VR), Cologna Veneta (VR), Gambellara, Grancona, Montebello Vicentino, Orgiano, San Bonifacio (VR), San Germano dei Berici, Sarego, Zimella (VR).

## Demografia
| Variação demográfica do município entre 1861 e 2011                               |
|                                                                                   |
| Fonte: Istituto Nazionale di Statistica (ISTAT) - Elaboração gráfica da Wikipedia |